# Saint-Michel (métro de Paris)
Pour les articles homonymes, voir Saint-Michel (métro de Montréal) et Saint-Michel.
Saint-Michel est une station de la ligne 4 du métro de Paris, située à la limite des 5e et 6e arrondissements de Paris.

## Situation
La station est située en courbe sous la place Saint-Michel et s'étend de la rue Danton à la Seine.

## Histoire
La station est ouverte en 1910 lors de l'ouverture du tronçon central de la ligne 4 précédemment scindée en deux parties, s'arrêtant respectivement à Raspail, au sud, et à Châtelet, au nord. Le retard est lié à la difficile traversée souterraine des deux bras de la Seine au niveau de l'île de la Cité. Saint-Michel, située au cœur de l'ouvrage, a été édifiée en voirie sous la forme d'un caisson métallique puis foncée par la suite dans le sol boueux.
Elle porte le nom de la place Saint-Michel sous laquelle elle se situe, à l'extrémité nord du boulevard homonyme.
Durant les années 1970, les quais sont rénovés dans le style « Andreu-Motte » avec deux rampes lumineuses orange, des banquettes traitées en carrelage orange plat et des sièges « Motte » orange. Les caissons cylindriques métalliques recevant les escaliers sont peints en blanc, couleur qui sera remplacée par deux tons de bleu en 2008. La décoration orange Andreu-Motte est déposée en 2017, dans le cadre des travaux d'automatisation de la ligne.
En 2019, 6 286 034 voyageurs sont entrés à cette station ce qui la place à la 55e position des stations de métro pour sa fréquentation.
En 2020, avec la crise du Covid-19, 2 481 981 voyageurs sont entrés dans cette station ce qui la place à la 85e position des stations de métro pour sa fréquentation.
En 2021, la fréquentation remonte progressivement, avec 3 747 385 voyageurs qui sont entrés dans cette station ce qui la place à la 65e position des stations de métro pour sa fréquentation.

## Services aux voyageurs

### Accès
- Accès no 1 « quai Saint-Michel (Notre-Dame) » ;
- Accès no 2 « place Saint-Michel » ;
- Accès no 3 « fontaine Saint-Michel » ;
- Accès no 4 « place Saint-André-des-Arts » ;
- Accès no 5 « pont Saint-Michel », une entrée sur le quai des Grands-Augustins et deux entrées sur le quai Saint-Michel.

### Quais

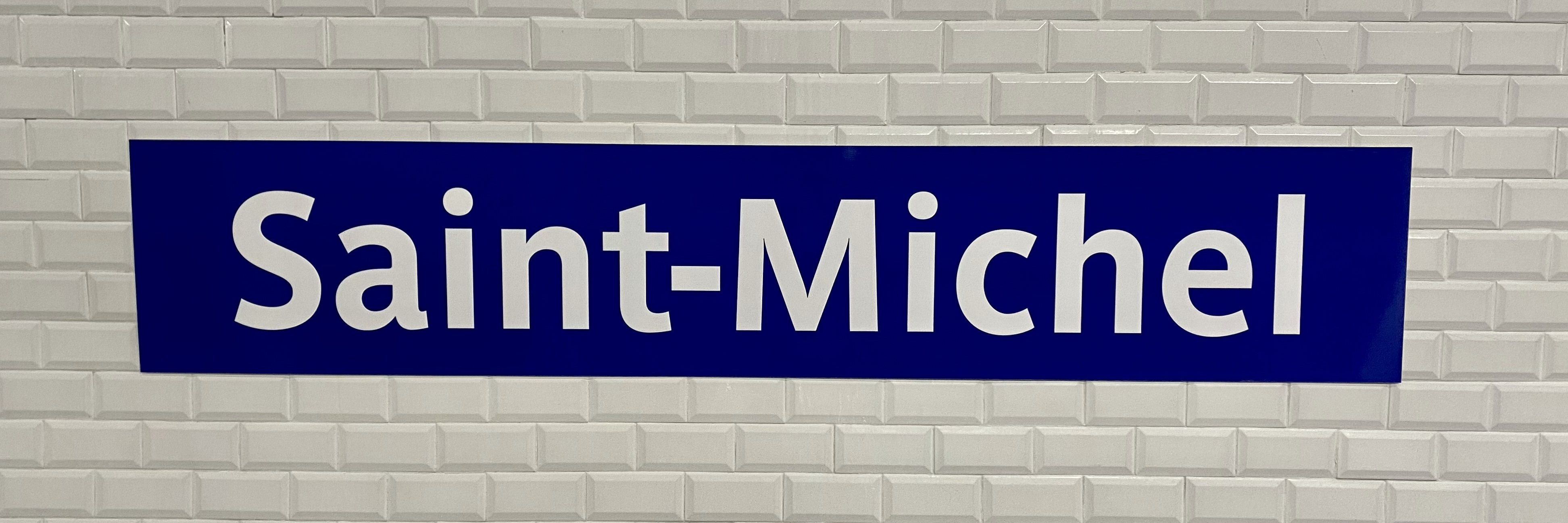
Plaque émaillée portant le nom de la station, en caractère Parisine.

Saint-Michel est une station de configuration standard avec deux quais séparés par les voies du métro sous une voûte elliptique particulièrement haute : 12,5 mètres. Elle est constituée de trois caissons en acier de 16,5 mètres de large, ayant reçu du béton entre les parois intérieures et extérieures. Les quais font 118 mètres de long et les accès s'effectuent aux extrémités grâce à des caissons métalliques circulaires recevant les escaliers et des ascenseurs. En raison de la profondeur de la station (tout comme la station Cité voisine), le caisson sud possède des ascenseurs en plus des escaliers fixes ; le caisson nord possède des escaliers mécaniques et fixes. Le métal du caisson sud est apparent et peint en deux tons de couleur bleue. Le nom de la station est inscrit en police de caractère Parisine sur plaques émaillées.
Dans le cadre de l'automatisation de la ligne 4, son point d'arrêt est en cours de modernisation. Ses quais ont été rehaussés afin de recevoir des portes palières. Ces dernières ont été installées entre août et septembre 2020[réf. souhaitée].

### Intermodalité
La station est desservie par les lignes 21, 27, 38, 58, 70, 87, 96, la ligne à vocation touristique Tootbus Paris du réseau de bus RATP ainsi que, la nuit, par les lignes N12, N13, N14, N21, N122 et N123 du réseau Noctilien.
De plus, elle possède une liaison avec la ligne C du RER à la gare de Saint-Michel - Notre-Dame. Via cette correspondance, il est possible de rejoindre le RER B à la même station, ou la ligne 10, à la station Cluny - La Sorbonne.

## À proximité
- Quartier latin
- Fontaine Saint-Michel
- Île de la Cité
- Île Saint-Louis
- Cathédrale Notre-Dame de Paris

## Galerie de photographies

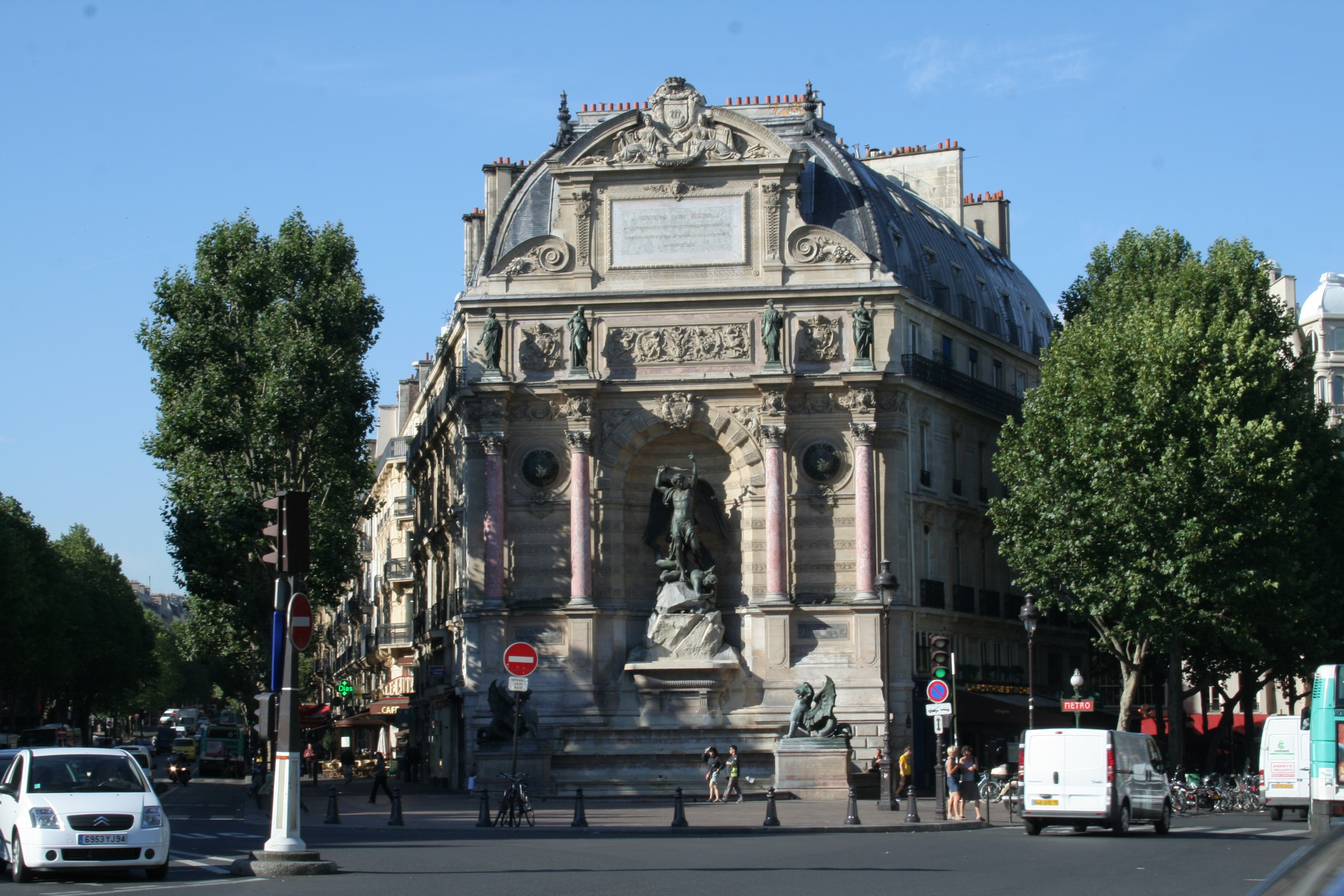
La fontaine Saint-Michel, place Saint-Michel.
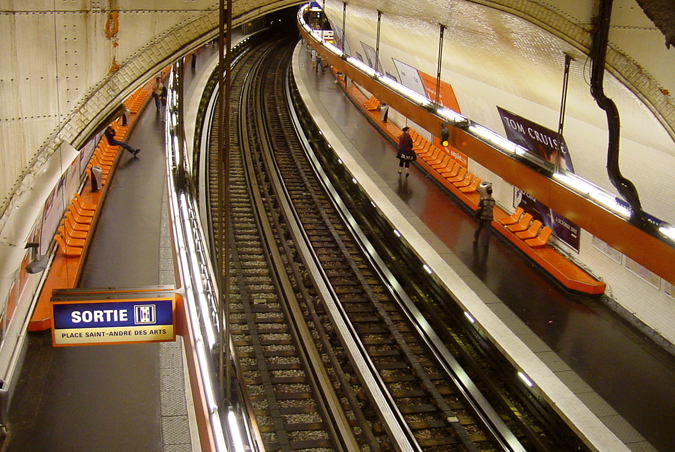
Vue des quais de la station en 2005 depuis le puits d'accès.
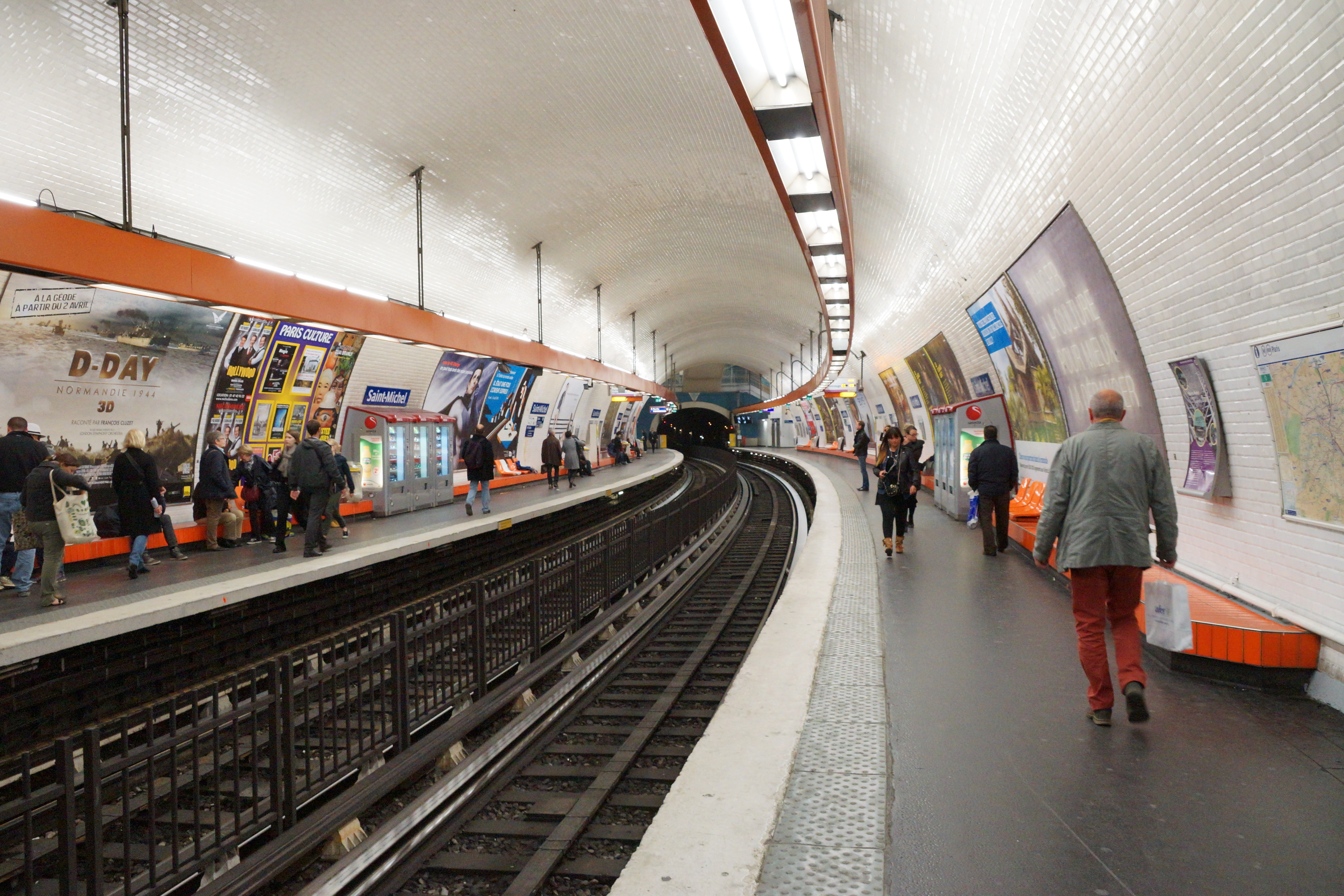
Les quais de la station en 2014.
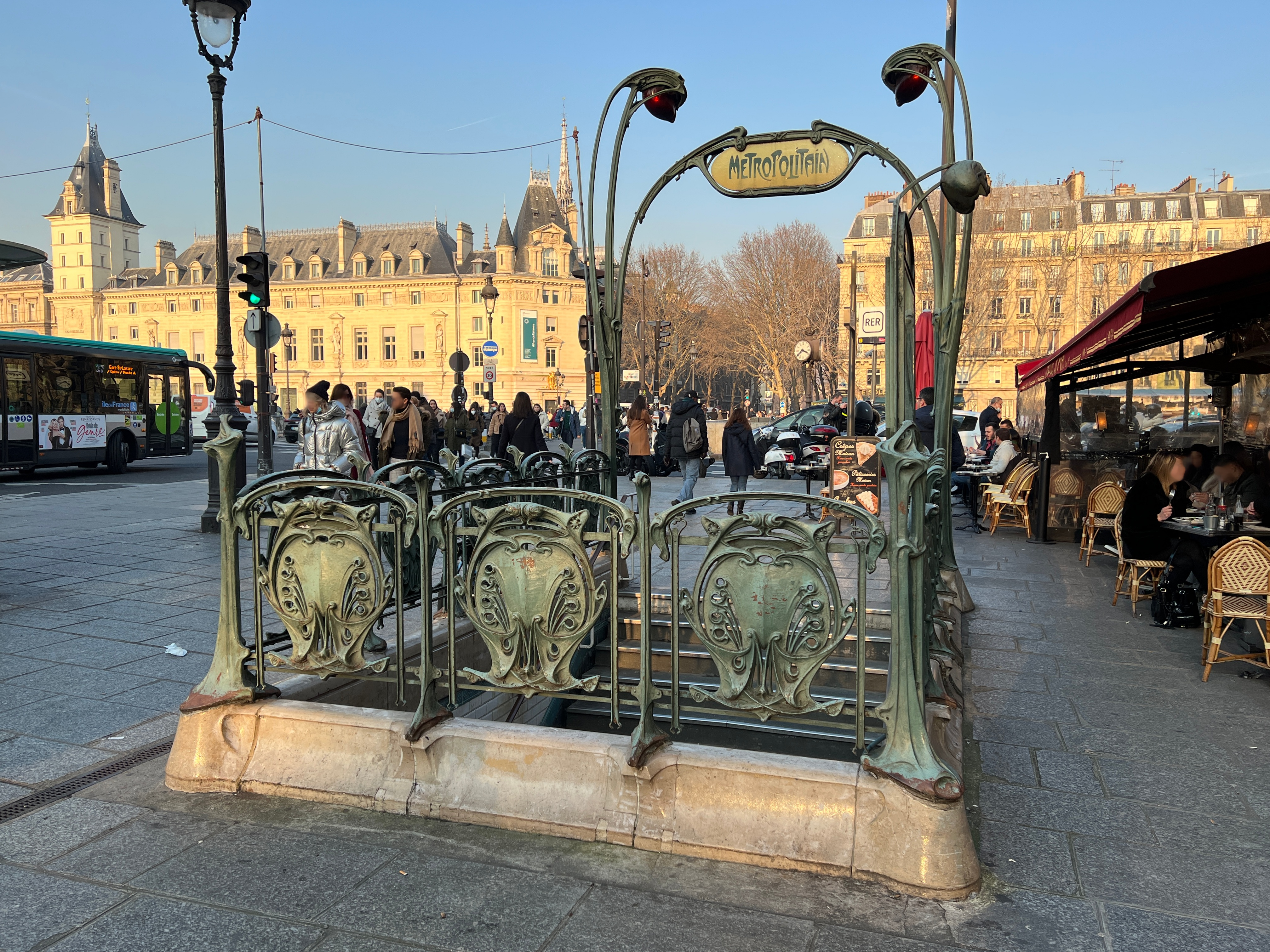
Un édicule Guimard de la station.
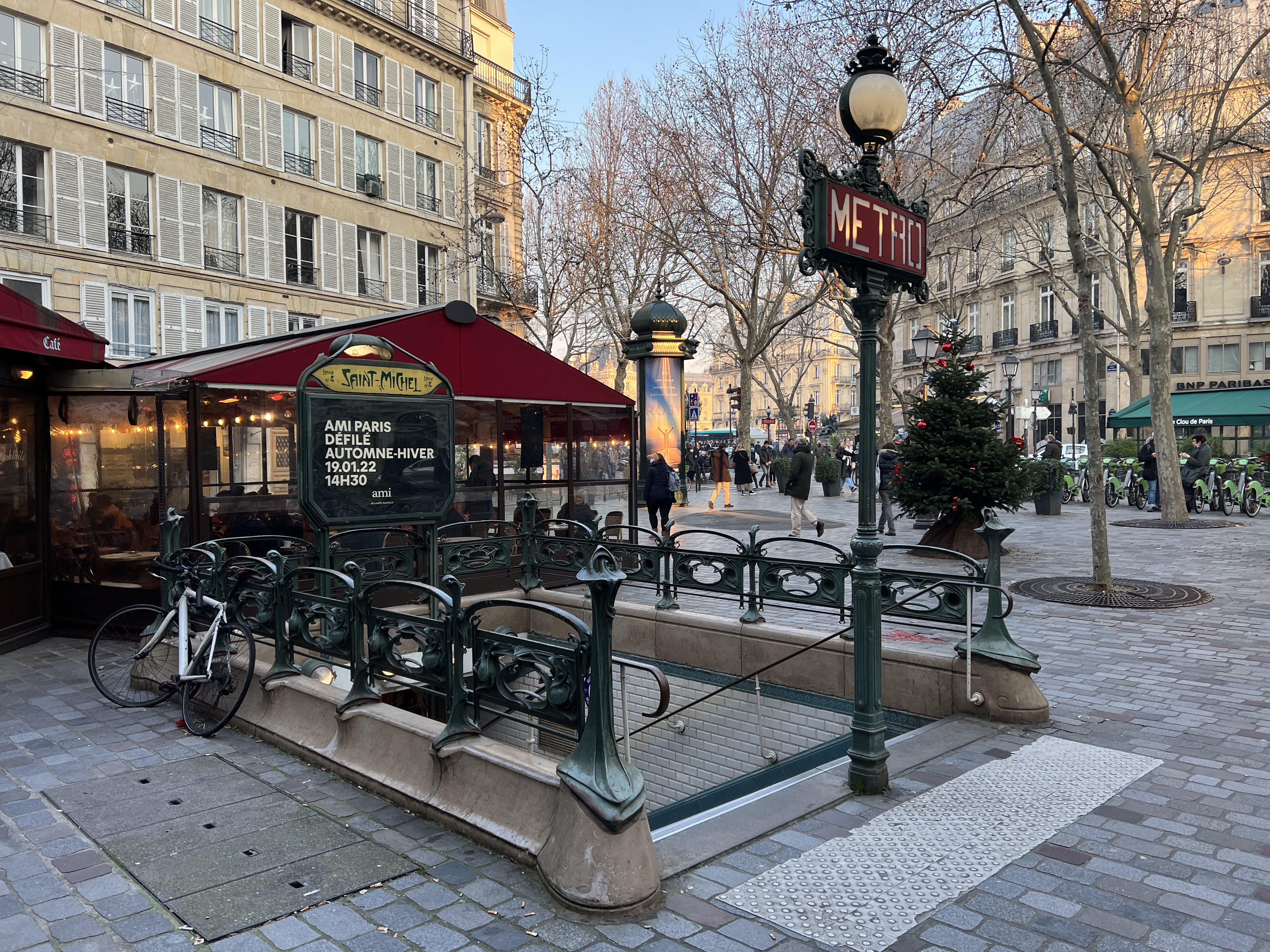
Un autre édicule Guimard avec un mât Val d'Osne.
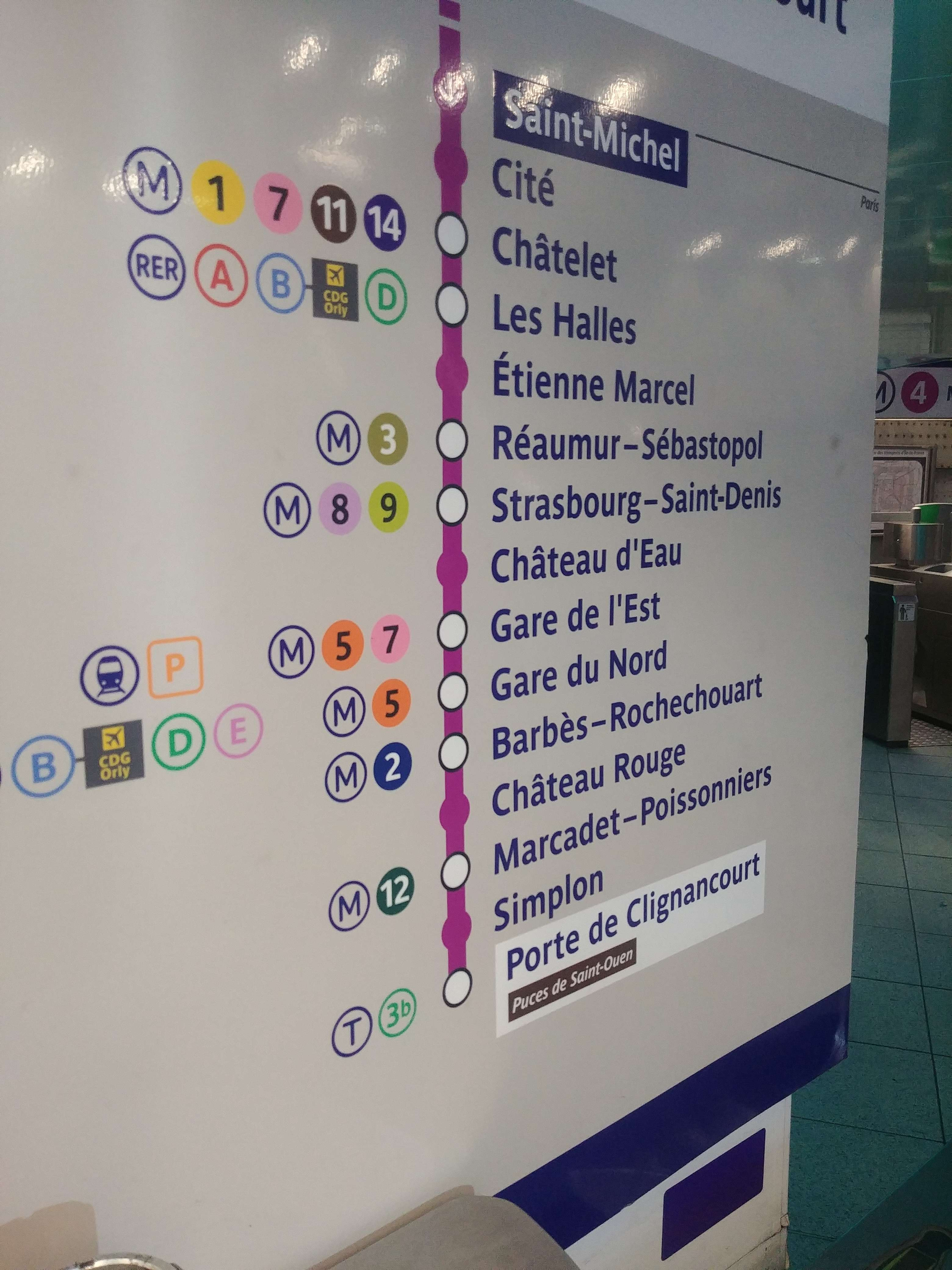
Thermomètre de ligne en direction de Porte de Clignancourt.
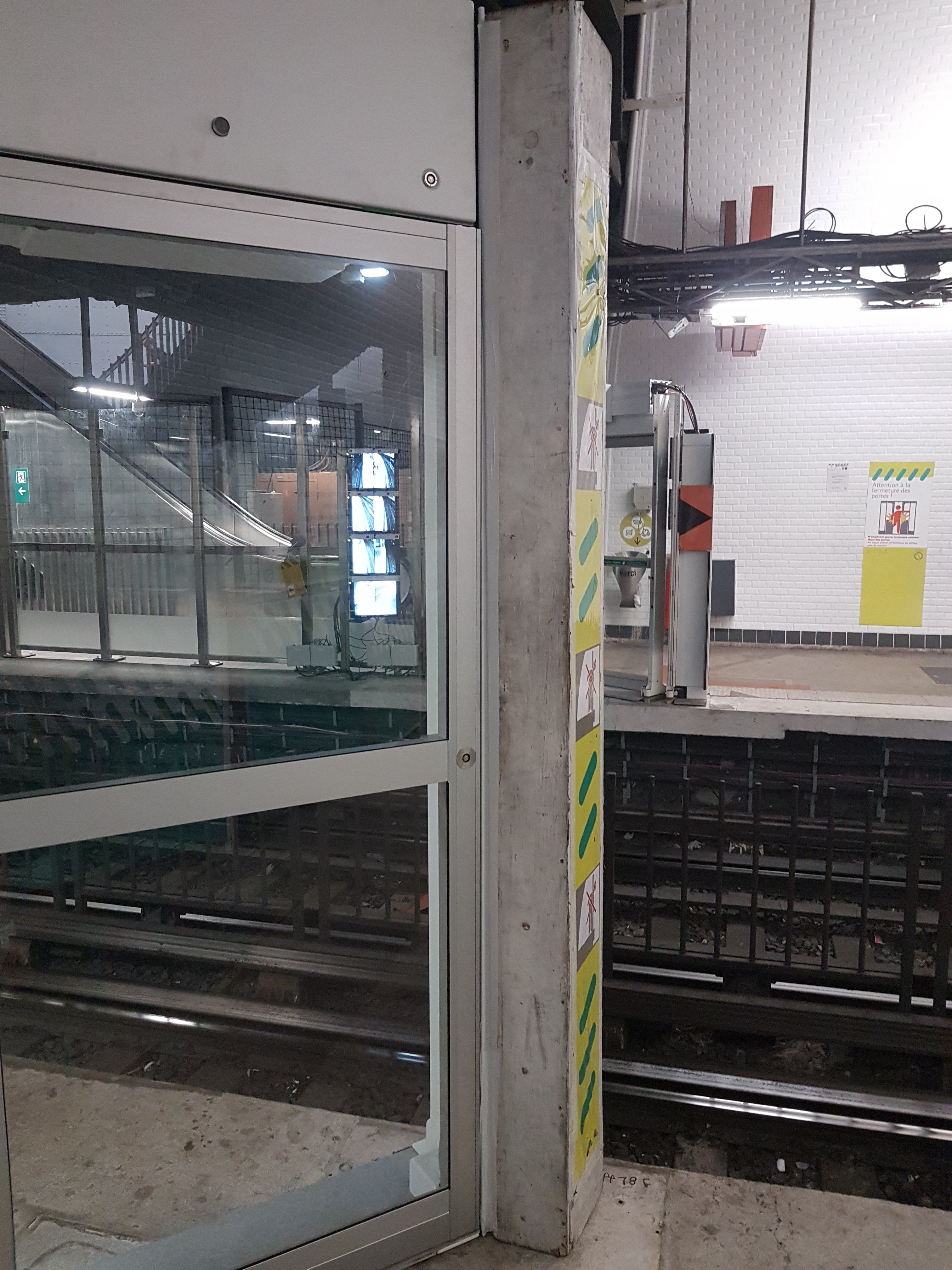
Portes palières en cours de pose en août 2020.